# اوتو هلر
اوتو هلر (انگلیسی: Otto Heller؛ ۸ مارس ۱۸۹۶ – ۱۹ فوریهٔ ۱۹۷۰) یک فیلم‌بردار اهل جمهوری چک بود.
وی برنده جایزه بفتا بهترین فیلم‌برداری در سال ۱۹۶۵ شده است.

## فیلم‌شناسی
- دختری به همراه شلاق (۱۹۲۰)
- The Caviar Princess (۱۹۳۹)
- Mamsell Nitouche (۱۹۳۲)
- Dreams Come True (۱۹۳۶)
- سارایوو (۱۹۴۰)
- قاتلان زن (۱۹۵۵)
- ریچارد سوم (۱۹۵۵)
- بانو گادایوا (۱۹۶۰)
- The Curse Of The Mummy's Tomb (۱۹۶۴)
- پرونده ایپکرس (۱۹۶۵)
- Masquerade (۱۹۶۵)
- That Riviera Touch (۱۹۶۶)
- الفی (۱۹۶۶)
- خاکسپاری در برلین (۱۹۶۶)
- Can Heironymus Merkin Ever Forget Mercy Humppe and Find True Happiness? (۱۹۶۹)

## درگذشت
او در سال ۱۹۴۵ شهروند بریتانیا شد. هلر تا زمان مرگش به زندگی و ساختن فیلم در بریتانیا ادامه داد.
او در ۱۹ فوریه ۱۹۷۰ در لندن درگذشت.